# Igor Kotjuh

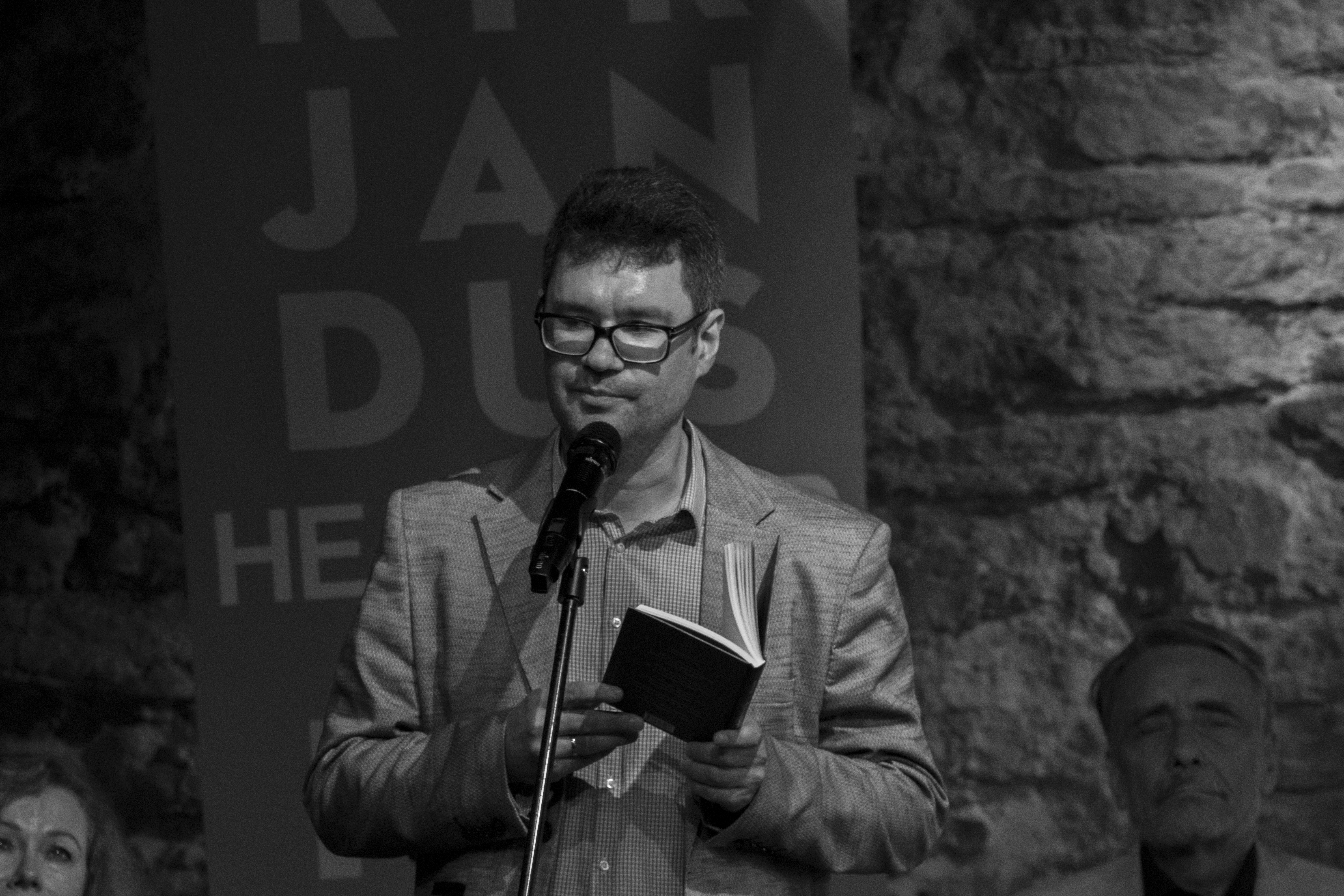
Igor Kotjuh 2019

Igor Kotjuh (russisch Игорь Владимирович Котюх Igor Wladimirowitsch Kotjuch; * 22. Mai 1978 in Võru) ist ein estnisch-russischer Schriftsteller.

## Leben und Werk
Kotjuh hat ukrainische, belarussische, russische und (süd)estnische Vorfahren und wuchs russischsprachig auf. Nach seinem Abitur in Võru (1996), studierte er 1999–2001 an der Russischen Volkshochschule in Tallinn Journalistik und von 2000 bis 2005 an der Universität Tartu Estnisch. Danach – und teilweise auch schon während des Studiums – war er als Journalist bei verschiedenen Zeitungen tätig, hat seinen Unterhalt aber auch als „Bauarbeiter, Verkäufer, Schornsteinfeger, Hausmeister und Landwirt“ verdient.
Kotjuh schreibt sowohl auf Estnisch als auch auf Russisch. Er verfasst hauptsächlich Gedichte und übersetzt auch Lyrik aus dem Estnischen ins Russische. Außerdem verfasst er Essays und Rezensionen. 2003 gründete er die estnisch-russische literarischen Gruppe Воздушный змей (‚Winddrachen‘), deren Vorsitzender er bis zu ihrer Auflösung 2006 war. Kotjuh ist seit 2006 Mitglied des Estnischen Schriftstellerverbandes.

## Bibliographie
- Когда наступит завтра? (‚Wann kommt morgen?‘). Tallinn: Huma 2005.
- Teises keeles (‚In einer anderen Sprache‘). Tallinn: Tuum 2007.
- Попытка партнёрства. Стихи и эссемы 2004–2008 (,Politik der Partnerschaft: Gedichte und Esseme‘[2] 2004–2008'). Võru: Kite 2008.
- Эстонский дизайн. Стихи 2009–2013 (,Estnisches Design. Gedichte 2009–2013‘). Tallinn: Kite 2013.
- Естественно особенный случай. Стихотворения в прозе (,Natürlich ein besonderer Zwischenfall. Gedichte in Prosa‘). Paide: Kite 2017.

## Übersetzungen ins Deutsche
- Es weint ein Kind – Selbstbestimmungsversuch – Jedes Wort eines Dichters – Technologischer Fortschritt. Übersetzt von Uta Kührt, in: Nimed, sõnad, nõiamärgid. Names, words, witch’s symbols. Edited by Jürgen Rooste. Tallinn: Estonian Literature Centre 2015, S. 77–80.

## Auszeichnungen
- 2007 Bernard-Kangro-Literaturpreis
- 2013 Literaturpreis des Estnischen Kulturkapitals (russischsprachige Literatur)
- 2015 Orden des weißen Sterns (V. Klasse)
- 2017 Literaturpreis des Estnischen Kulturkapitals (russischsprachige Literatur)